# (3423) Slouka
(3423) Slouka es un asteroide perteneciente al cinturón de asteroides, descubierto el 9 de febrero de 1981 por Ladislav Brožek desde el Observatorio Kleť, České Budějovice, República Checa.

## Designación y nombre
Designado provisionalmente como 1981 CK. Fue nombrado Slouka en honor al astrónomo y divulgador científico checo Hubert Slouka.